# Liste der olympischen Wettkampfstätten im Handball
Diese Liste verzeichnet alle Wettkampfstätten im Handball bei den Olympischen Sommerspielen.
Die Liste ist sortierbar: durch Anklicken eines Spaltenkopfes wird die Liste nach dieser Spalte sortiert, zweimaliges Anklicken kehrt die Sortierung um.
| Jahr | Gastgeber      | Stadt          | Wettkampfstätte                        | Kapazität |
| ---- | -------------- | -------------- | -------------------------------------- | --------- |
| 1936 | Berlin         | Berlin         | BSV-Platz                              | 1.000     |
| 1936 | Berlin         | Berlin         | Olympiastadion                         | 100.000   |
| 1936 | Berlin         | Berlin         | Polizeistadion                         |           |
| 1972 | München        | Augsburg       | Sporthalle Augsburg                    | 3.093     |
| 1972 | München        | Böblingen      | Sporthalle Böblingen                   | 6.500     |
| 1972 | München        | Göppingen      | Hohenstaufenhalle                      | 5.599     |
| 1972 | München        | München        | Olympiahalle                           | 10.563    |
| 1972 | München        | Ulm            | Donauhalle                             | 2.300     |
| 1976 | Montreal       | Montreal       | Complexe sportif Claude-Robillard      | 4.721     |
| 1976 | Montreal       | Montreal       | Forum de Montréal                      | 18.000    |
| 1976 | Montreal       | Québec         | PEPS                                   | 3.732     |
| 1976 | Montreal       | Sherbrooke     | Palais des Sports Léopold-Drolet       | 4.400     |
| 1980 | Moskau         | Moskau         | Sportpalast Dynamo                     | 5.000     |
| 1980 | Moskau         | Moskau         | Sportpalast Sokolniki                  | 6.800     |
| 1984 | Los Angeles    | Fullerton      | Titan Gymnasium                        | 3.300     |
| 1984 | Los Angeles    | Inglewood      | The Forum                              | 17.505    |
| 1988 | Seoul          | Seoul          | Olympic Gymnastics Arena               | 14.730    |
| 1988 | Seoul          | Suwon          | Suwon-Arena                            | 6.000     |
| 1992 | Barcelona      | Barcelona      | Palau Sant Jordi                       | 15.000    |
| 1992 | Barcelona      | Granollers     | Palau d’Esports de Granollers          | 5.000     |
| 1996 | Atlanta        | Atlanta        | Georgia World Congress Center (Hall G) | 7.300     |
| 1996 | Atlanta        | Atlanta        | Georgia Dome                           | 35.000    |
| 2000 | Sydney         | Sydney         | SuperDome                              | 10.000    |
| 2004 | Athen          | Athen          | Elliniko Indoor Arena                  | 15.000    |
| 2004 | Athen          | Athen          | Faliro Sports Pavilion                 | 10.000    |
| 2008 | Peking         | Peking         | Nationales Hallenstadion               | 7.000     |
| 2008 | Peking         | Peking         | Olympisches Sportzentrum               | 19.000    |
| 2012 | London         | London         | Copper Box                             | 7.000     |
| 2012 | London         | London         | Basketball Arena                       | 12.000    |
| 2016 | Rio de Janeiro | Rio de Janeiro | Arena do Futuro                        | 12.000    |
| 2020 | Tokio          | Tokio          | Kokuritsu Yoyogi Kyōgijō               | 10.200    |